# Diasemia
Diasemia és un gènere d'arnes de la família Crambidae.

## Taxonomia
- Diasemia accalis (Walker, 1859)
- Diasemia completalis Walker, 1866
- Diasemia disjectalis (Zeller, 1852)
- Diasemia grammalis Doubleday in White and Doubleday, 1843
- Diasemia impulsalis (Walker, 1859)
- Diasemia lepidoneuralis Strand, 1918
- Diasemia lunalis Gaede, 1916
- Diasemia monostigma Hampson, 1913
- Diasemia reticularis (Linnaeus, 1761)
- Diasemia trigonialis Hampson, 1913
- Diasemia zebralis Maes, 2011

## Espècies antigues
- Diasemia erubescens Hampson, 1899

## Sinònim
- Diasema (lapsus)
- Goniogramma Mann, 1854
- Prodelia Doubleday, [1849]